# أبو عيسى بن الرشيد
أبو عيسى بن هارون الرشيد هو محمّد بن الخليفة هارون الرشيد ، وقد غلبت كنيته على أسمه ، وأمّه أمّ ولد وكان أبو عيسى جميل الصورة والمظهر ، مثل جمال أبيه هارون الرشيد ، وكان يقال انتهى جمال الرشيد إلى أبنيه الأمين وأبي عيسى وعندما كان أبو عيسى صغيرا ، قال له أبوه الرشيد ليت جمالك لعبد الله يعني اَلمأمُون فأجابه أبو عيسى على أنّ حظّه منك لي فتعجب الرشيد من جوابه على صغره وكان أبو عيسى كثير المجالسة والعشرة، وكان شاعرا وماهرا بالغناء. ولّاه أخوه المأمون إمارة الكوفة سنة 204 هـ.

## أشعاره
لِساني كَتومٌ لأسرارِهمْ
ودمعي بِسِرِّي نَمومٌ مُذيعْ
فلولا دموعي كتمتُ الهوى
ولولا الهوى لم يكنْ لي دموعْ

## صفاته
كان ابو عيسى بن الرشيد كثير العبث والمزاح
عابث طاهر بن الحسين أمام المأمون فغضب فترضاه:
كان أبو عيسى بن الرشيد و طاهر بن الحسين يتغدّيان مع المأمون، فأخذ أبو عيسى هندباءة فغمسها في الخلّ و ضرب بها عين طاهر الصحيحة. فغضب طاهر و شقّ ذلك عليه و قال: يا أمير المؤمنين إحدى عينيّ ذاهبة، و الأخرى على يدي عدل، يفعل هذا بي بين يديك فقال له المأمون: يا أبا الطّيّب إنه و اللّه ليعبث بي أكثر من هذا العبث.

## كان المأمون يحبه و يتمنى أن يلي الأمر بعده
كان المأمون أشدّ الناس حبّا لأبي عيسى أخيه، كان يعدّه للأمر بعده، وكان يقول إنه ليسهل عليّ أمر الموت و فقد الملك، و ما يسهل شي‌ء منهما على أحد، و ذلك لمحبّتي أن يلي أبو عيسى الأمر من بعدي لشدّة حبّي إيّاه.

## وفاته
مات ابو عيسى سنة 209 هـ وقد حدث عبد اللّه بن طاهر عن أبيه قال: حدّثني من شهد المأمون ليلة و هم يتحرُّون هلال شهر رمضان و أبو عيسى أخوه معه و هو مستلق على قفاه، فرأوه و جعلوا يدعون. فقال أبو عيسى قولا أنكر عليه في ذلك المعنى. كأنه كان متسخّطا لورود الشهر، فما صام بعده. قال أبو عيسى بن الرشيد:
دهاني شهر الصّوم لا كان من شهرِ
و ما صمت شهرا بعده آخر الدّهر
فلو كان يعديني الإمام بقدرة
على الشهر لاستعديت جهدي على الشّهر
فناله بعقب قوله هذا الشعر صرع، فكان يصرع في اليوم مرّات إلى أن مات، و لم يبلغ شهرا آخر.
وقد وجد عليه المأمُون وجدًا شديدًا لفقدانه أخيه أبُو عيسى، فقد حدث عون بن محمد قال سمعت هبة اللّه بن إبراهيم يقول: مات أبو عيسى بن الرّشيد سنة تسع و مائتين، و صلّى عليه المأمون و نزل في قبره، و امتنع من الطعام أياما حتى خاف أن يضرّ ذلك به.
حدّث محمد بن عبّاد المهلّبيّ قال:
لمّا مات أبو عيسى بن الرّشيد دخلت إلى المأمون و عمامتي عليّ، فخلعت عمامتي و نبذتها وراء ظهري- و الخلفاء لا تعزّى في العمائم- و دنوت. فقال لي: يا محمد، حال القدر دون الوطر. فقلت: يا أمير المؤمنين، كلّ مصيبة أخطأتك تهون، فجعل اللّه الحزن لك لا عليك.